# دانيال كامينغ
دانيال كامينغ (بالإنجليزية: Dan Cumming) هو مصارع رياضي أسترالي، ولد في 8 ديسمبر 1960.

## وصلات خارجية
- دانيال كامينغ على موقع قاعدة بيانات المصارعة الدولية (الإنجليزية)
- دانيال كامينغ على موقع أوليمبيديا (الإنجليزية)